# 紀元前248年
紀元前248年（きげんぜん248ねん）は、ローマ暦の年である。
当時は、「ガイウス・アウレリウス・コッタとプブリウス・セルウィリウス・ゲミヌスが共和政ローマ執政官に就任した年」として知られていた（もしくは、それほど使われてはいないが、ローマ建国紀元506年）。紀年法として西暦（キリスト紀元）がヨーロッパで広く普及した中世時代初期以降、この年は紀元前247年と表記されるのが一般的となった。

## 他の紀年法
- 干支 : 癸丑
- 日本
  - 皇紀413年
  - 孝霊天皇43年
- 中国
  - 秦 - 荘襄王2年
  - 楚 - 考烈王15年
  - 斉 - 斉王建17年
  - 燕 - 燕王喜7年
  - 趙 - 孝成王18年
  - 魏 - 安釐王29年
  - 韓 - 桓恵王25年
- 朝鮮 :
- ベトナム :
- 仏滅紀元 : 299年
- ユダヤ暦 :

## できごと

### インド
- マウリヤ朝のアショーカ王は仏教を伝播することに献身し、釈迦の人生におけるいくつかの重要な地点にモニュメントを建てた。

### 中国
- 秦の蒙驁が趙の楡次・新城・狼孟を攻撃し、37城を奪った。
- 楚の春申君が「淮北は斉に接する重要な土地であるから直轄の郡とし、江東を封地としたい」と要望し、考烈王が聞き入れた。春申君はかつての呉の王城（蘇州）を自らの居城とした。